# Henry Norreys, 1. Baron Norreys

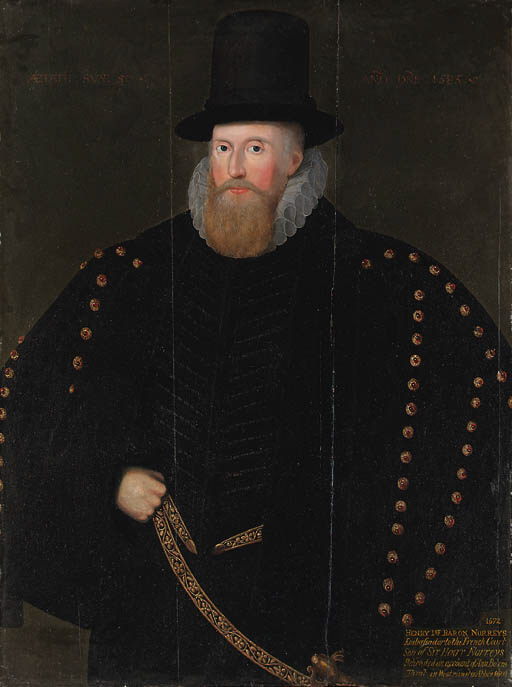
Henry Norreys, 1. Baron Norreys, 1585

Henry Norreys, 1. Baron Norreys (* um 1525; † 10. August 1601 in Rycote) war ein englischer Adliger und Politiker in der Tudorzeit.

## Herkunft und Familie
Henry Norreys (auch Norris) war der Sohn des Henry Norris, eines Kammerherrn (Gentleman of the Privy Chamber), der unter Heinrich VIII. am 17. Mai 1536 wegen angeblichen Ehebruchs mit Anne Boleyn hingerichtet worden war, und der Mary Fiennes, Tochter des Barons Dacre of the South. Henry Norreys wurde ungefähr im Jahre 1525 geboren.

## Politische Laufbahn
Norreys trat 1544 am Königshof in die Dienste Heinrichs VIII. und wurde 1545–1546 im Hofstall für die Pferde verantwortlich. Danach zog es ihn in die Politik. Er bewarb sich um ein Unterhausmandat und wurde für die Grafschaft Berkshire 1547 in das House of Commons gewählt, ein Mandat, das er bis 1552 innehatte. Später wurde er noch einmal von 1571 bis 1572, diesmal für die Grafschaft Oxfordshire, ins Unterhaus gewählt. Unter Elisabeth I. hatte er dann zahlreiche staatliche Ämter zu verwalten. So war er 1565 für die Remonte der Pferde in der Grafschaft Oxfordshire verantwortlich. Am 6. Februar 1566 erhielt er in Rycote den Ritterschlag und war nun Sir Henry Norreys. Danach ernannte Königin Elisabeth Sir Henry zum englischen Botschafter in Frankreich, ein Amt, das er von 1566 bis 1571 ausübte. Zurück in England belohnte ihn die Königin am 6. Mai 1572 mit einem writ of summons, wodurch er als erblicher Baron Norreys of Rycote Mitglied des House of Lords wurde. Seinen Sitz im Oberhaus nahm er am 8. Mai 1572 ein.
Elisabeth ernannte ihn 1580 zum Wächter des äußeren Tores (Porter of the Outer Gate) und zum Verwalter der Waffenkammer von Windsor Castle. Er wurde 1586 einer der Richter im Prozess gegen Lord Vaux. Danach wurde er von 1587 bis 1599 zum Lord Lieutenant der Grafschaften Oxfordshire und Berkshire bestellt. 1588 ehrte ihn auch die Universität Oxford, in dem sie ihn und seine Söhne John und Henry zum Master of Arts (M.A.) ernannte. 1588 erhielt er noch eine weitere Ehrung, als die Königin ihn zu ihrem Leibwächter bestellte. Außerdem wurde er von ihr zum Richter im Prozess gegen den Earl of Arundel berufen.
Da sein Vater nicht nur zum Tode verurteilt, sondern auch seiner Güter für verlustig erklärt worden war, petitionierte Henry Norreys auf Rückgabe dieser Güter. Er wurde in die eingezogenen Güter wiedereingesetzt (mit Ausnahme der Güter, die vorher dem verurteilten Lord Lovell gehört hatten).
Der 1. Baron Norreys war mit Margaret Williams verheiratet, die 1599 gestorben war. Er selbst starb in Rycote am 10. August 1601. Er wurde als 2. Baron Norreys of Rycote von seinem Enkel Francis Norreys beerbt, da sein Sohn William bereits am 25. Dezember 1579 verstorben war.